# Dvärgplattfoting
Dvärgplattfoting (Polydesmus superus) är en mångfotingart som först beskrevs av Robert Latzel 1884.  I den svenska databasen Dyntaxa används istället namnet Brachydesmus superus. Enligt Catalogue of Life ingår dvärgplattfoting i släktet Polydesmus och familjen plattdubbelfotingar, men enligt Dyntaxa är tillhörigheten istället släktet Brachydesmus och familjen plattdubbelfotingar. Arten är reproducerande i Sverige. Inga underarter finns listade i Catalogue of Life.